# Peter Gunn Theme
Peter Gunn Theme ist die Titelmusik, die Henry Mancini für die gleichnamige Fernsehserie komponierte. Das Theme war der Eröffnungstrack auf dem Original-Soundtrack-Album The Music from Peter Gunn, das 1959 veröffentlicht wurde. Mancini gewann einen Emmy Award und zwei Grammy Awards für das Album des Jahres und das beste Arrangement.

## Aufnahme und Veröffentlichung
Mancini arrangierte 1959 die erste Single-Version des Songs für den Trompeter Ray Anthony. Aufgenommen für Capitol Records bei Radio Recorders und mit dem Tenorsaxophonisten Plas Johnson, erreichte die Single in den USA Platz acht der Billboard Hot 100.
Mancini hat mehrere verschiedene Versionen des Stückes aufgenommen, darunter Señor Peter Gunn auf seinem Album The Latin Sound of Henry Mancini von 1965 und in einem neuen Arrangement für den Film Gunn ... Number One! von 1967.
Ein Text wurde von Jay Livingston und Ray Evans hinzugefügt und erstmals 1965 von Sarah Vaughan in einem Arrangement von Bill Holman auf ihrem Album Sarah Vaughan Sings the Mancini Songbook aufgenommen. Mancini nahm auch eine Gesangsversion mit dem Titel Bye Bye auf, die 1967 auf seinem Soundtrack-Album Gunn ... Number One!  enthalten ist.

## Weitere Versionen (Auswahl)
Neben den verschiedenen Arrangements des Themas von Peter Gunn, die von Mancini aufgenommen wurden, gibt es auch zahlreiche Aufnahmen von anderen Künstlern. Zu den Versionen, die die Musikcharts erreichten, gehören:
- Eine Instrumentalversion des Gitarristen Duane Eddy erreichte am 25. Juni 1959 Platz sechs der UK Singles Chart und am 14. November 1960 Platz 27 der Billboard Hot 100.[2]
- The Art of Noise veröffentlichte 1986 eine Version des Songs mit Duane Eddy, die Platz zwei der US-Tanzcharts, Platz acht in Großbritannien, Platz 14 in Kanada und Platz 50 der Billboard Hot 100 erreichte. Die Aufnahme erschien auf ihrem Album In Visible Silence von 1986 und wurde mit einem Grammy für die beste Rock-Instrumentaldarbietung ausgezeichnet.[2]
- The B-52s adaptierten Mancinis Ostinato und fügten einen Text für ihr Lied Planet Claire hinzu. Es wurde als Eröffnungstrack auf dem Debütalbum der Gruppe von 1979 verwendet. Auf EP veröffentlicht erreichte es Platz 24 in Billboards Disco Hot 100 Charts.[2]

Weitere Versionen des Peter Gunn Theme gibt es unter anderem von Emerson, Lake and Palmer (Album In Concert, 1979, im gleichen Jahr als Single ausgekoppelt), The Blues Brothers (auf dem Soundtrack-Album zum gleichnamigen Film, 1980), Roy Buchanan (1986), Robert Nighthawk (1998), Jeff Beck (2011) und vielen anderen.
Im Bereich des Jazz wurden laut Tom Lord seit 1958 rund 60 Coverversionen eingespielt, u. a. von Ray Anthony, Aaron Bell, Les Brown, Maxwell Davis, Eumir Deodato, Quincy Jones, Mundell Lowe, Shelly Manne, Ralph Marterie, Jimmy & Marian McPartland, The Swingle Singers und Si Zentner.